# أنطونيو سانشيز (ملحن)
أنطونيو سانشيز (بالإسبانية: Antonio Sánchez)‏ هو ملحن مكسيكي، ولد في 1 نوفمبر 1971 في مدينة مكسيكو في المكسيك.

## وصلات خارجية
- الموقع الرسمي
- أنطونيو سانشيز على موقع IMDb (الإنجليزية)
- أنطونيو سانشيز على موقع ميوزك برينز (الإنجليزية)
- أنطونيو سانشيز على موقع أول ميوزيك (الإنجليزية)
- أنطونيو سانشيز على موقع ديسكوغز (الإنجليزية)
- أنطونيو سانشيز على موقع قاعدة بيانات الفيلم (الإنجليزية)